# Willy Blees
Willy Blees (Landsmeer, 10 januari 1931 – Utrecht, 22 september 1988) was een Nederlandse beeldhouwster.

## Leven en werk
Blees studeerde beeldhouwkunst bij onder anderen Cor Hund aan de Rijksakademie van beeldende kunsten in Amsterdam en bij de gerenommeerde Italiaanse beeldhouwer Marino Marini aan de Accademia di Belle Arti di Brera in Milaan. Zij was getrouwd met de beeldhouwer Paulus Reinhard. Voor Muziekcentrum Vredenburg in Utrecht maakten zij beiden een portretbuste, Blees van Frédéric Chopin en Reinhard van Béla Bartók.
Willy Blees werd in 1982 geselecteerd voor een bijdrage aan de Beeldenroute Maliebaan en kreeg in 1984 de Boellaardprijs van het Genootschap Kunstliefde in Utrecht.

## Werken (selectie)
- Poes (1960), Racinelaan in Utrecht
- Eekhoorn (1967), Noteboomlaan in Utrecht
- Kameel (1968), Humberdreef in Utrecht
- Pony (1971), Huppeldijk in Utrecht
- Zittende vrouwentorso (1975), Park Vechtzoom in Utrecht
- Waterhoentje (1977), Slotlaan in Utrecht
- Vogel (1979), Beneluxlaan in Zwijndrecht
- Vogels, Koninginneweg in Zwijndrecht
- Zittend figuur (1982), Beeldenroute Maliebaan in Utrecht
- Portretbuste Frédéric Chopin, Muziekcentrum Vredenburg

## Fotogalerij

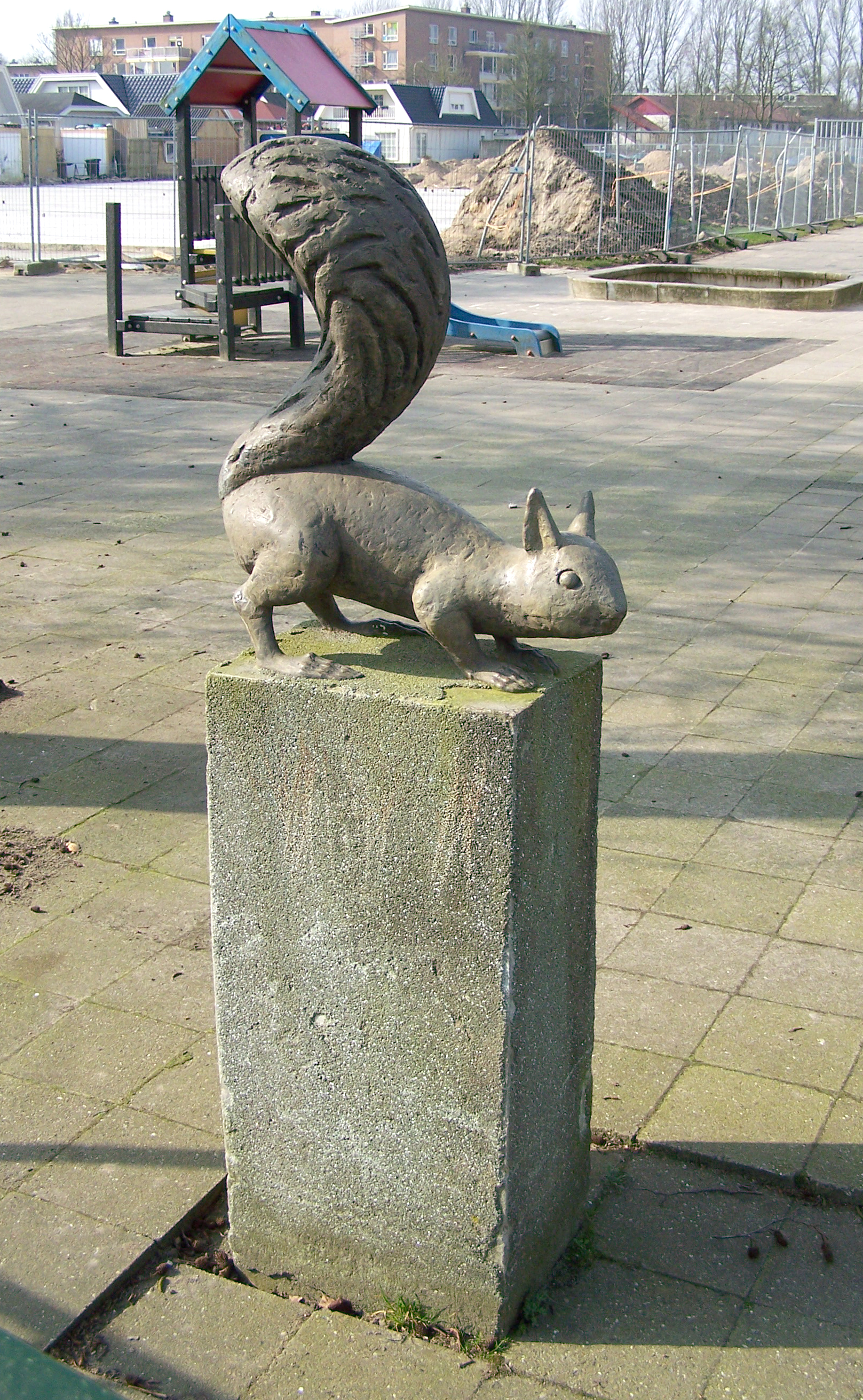
Eekhoorn
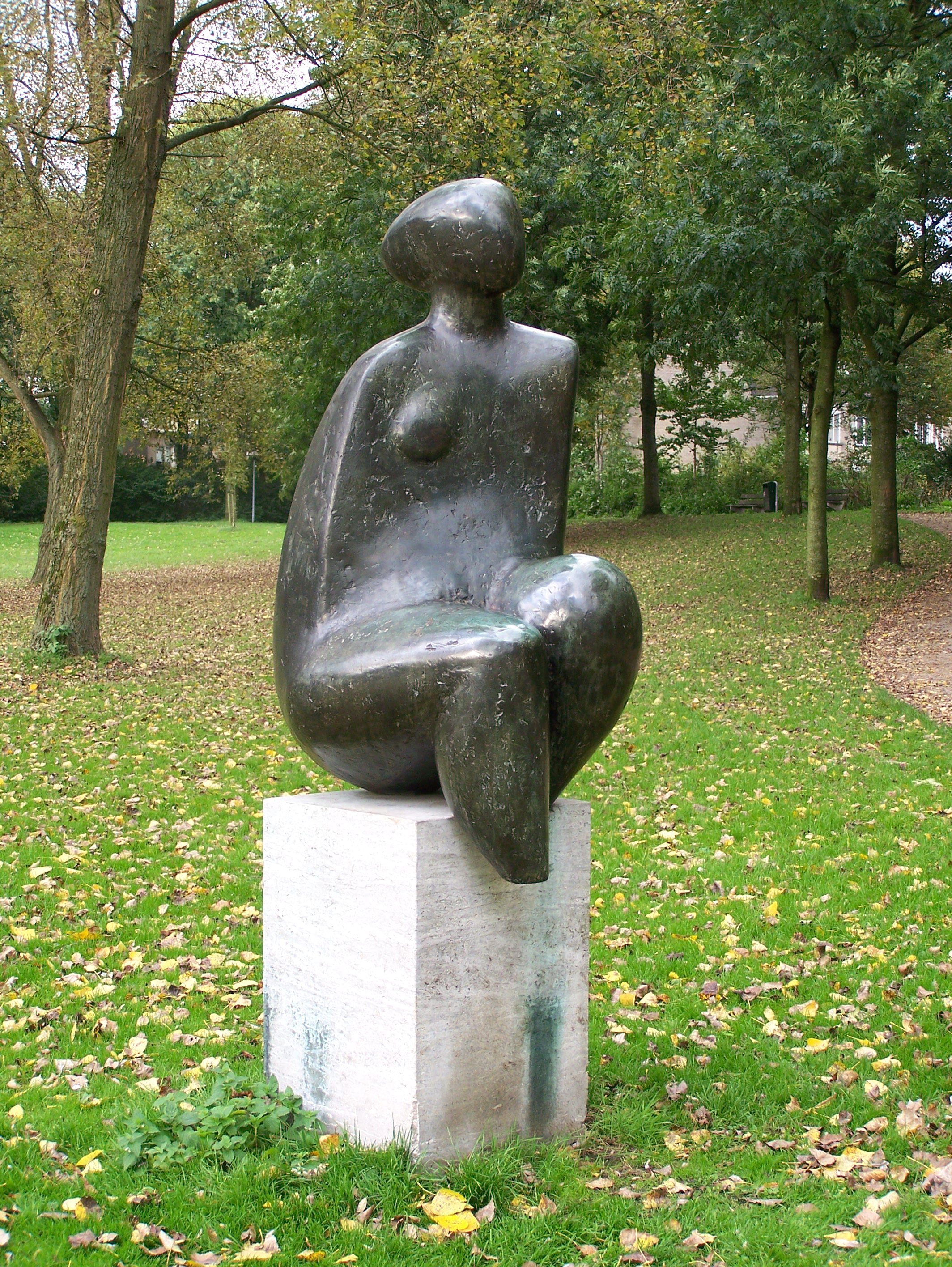
Zittende vrouwentorso
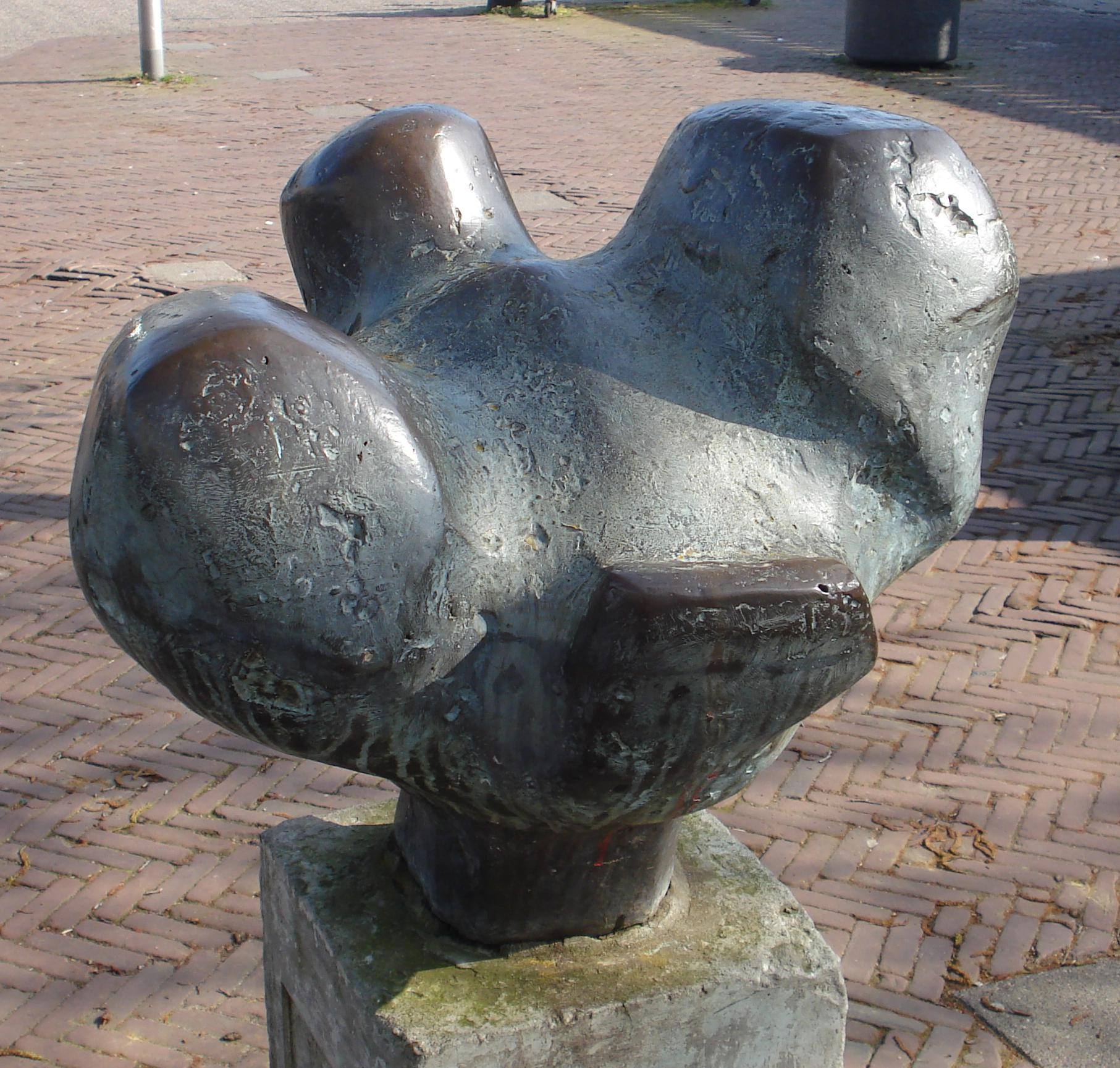
Vogel
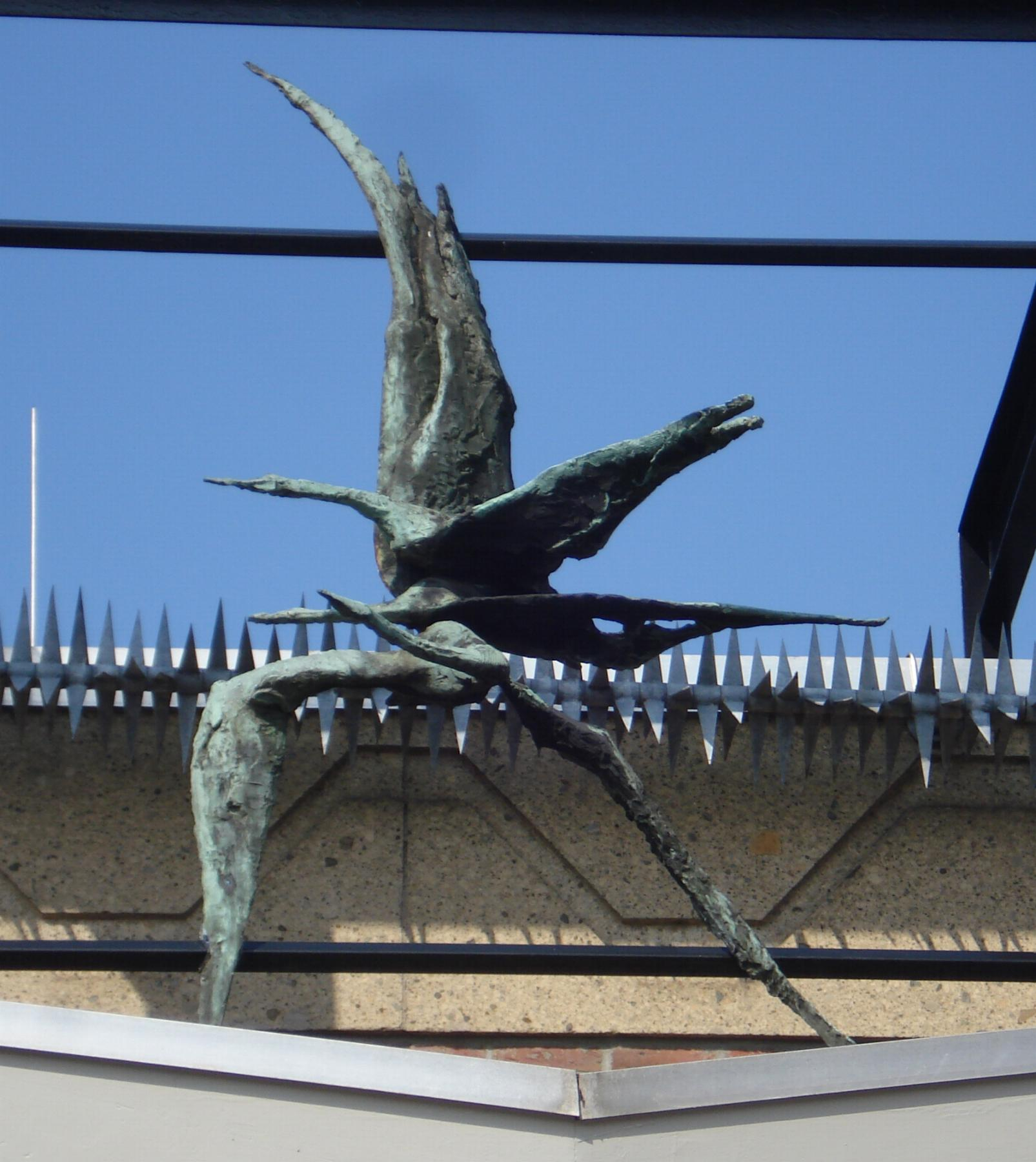
Vogels